# Hikari Takagi
Hikari Takagi (高木 ひかり Takagi Hikari?,  nacido el 21 de mayo de 1993 en Shizuoka) es una futbolista japonesa que jugaba como defensa.
Takagi jugó 13 veces para la selección femenina de fútbol de Japón. Takagi fue elegida para integrar la selección nacional de Japón para los Copa Asiática femenina de la AFC de 2018.

## Trayectoria

### Clubes
| Club                              | País  | Año    |
| --------------------------------- | ----- | ------ |
| Nojima Stella Kanagawa Sagamihara | Japón | 2016 - |

### Selección nacional
| Selección | País  | Año    |
| --------- | ----- | ------ |
| Absoluta  | Japón | 2016 - |

## Estadística de equipo nacional
| Selección femenina de fútbol de Japón | Selección femenina de fútbol de Japón | Selección femenina de fútbol de Japón |
| Año                                   | Partidos                              | Goles                                 |
| ------------------------------------- | ------------------------------------- | ------------------------------------- |
| 2016                                  | 1                                     | 0                                     |
| 2017                                  | 12                                    | 0                                     |
| Total                                 | 13                                    | 0                                     |